# Scheels Prachtkärpfling
Scheels Prachtkärpfling (Fundulopanchax scheeli) ist ein aus den Regenwald- und Galeriewaldbächen Nigerias stammender Killifisch. Die farbschönen Tiere erreichen eine maximale Länge von bis zu 6 cm.
Die Tiere eignen sich ohne weiteres zur Haltung im Aquarium, vorzugsweise in einem Artbecken. Wie die meisten Vertreter der Gattung Fundulopanchax bevorzugen die Tiere ein weiches, leicht saures Wasser. Bereits bei Haltung in sehr kleinen Becken lassen sich Zuchterfolge erzielen. Es handelt sich bei den Fischen um Pflanzenlaicher, ein Torfansatz ist zur Zucht nicht erforderlich. Die Jungfische schlüpfen nach drei Wochen. Allerdings werden beim Daueransatz einige Jungfische von ihren Geschwistern gefressen (vorzugsweise die langsamer wachsenden und kleiner bleibenden Weibchen). Bei der Haltung in kleineren Aquarien müssen die Jungfische daher getrennt werden.